# Шакарян, Юрий Гевондович
Ю́рий Гево́ндович Шакаря́н (23 октября 1933 — 28 марта 2021) — доктор технических наук, профессор, академик Академии электротехнических наук России, член Американского института инженеров, электротехников и электронщиков. Заместитель генерального директора, научный руководитель ВНИИЭ.

## Биография
Окончил электромеханический факультет Ереванского политехнического института (1956). В 1963 г. в МЭИ защитил кандидатскую диссертацию «Исследование асинхронизированного синхронного двигателя».
В 1975 г. защитил докторскую диссертацию:
- Исследование режимов работы управляемой машины переменного тока в электрических системах : диссертация ... доктора технических наук : 05.09.01. - Москва, 1974. - 376 с. : ил. + Прил.(106с.с ил.).

В 1979 г. присвоено звание профессора.
Последняя должность — научный руководитель АО «НТЦ ФСК ЕЭС».
Учёный в области электроэнергетических систем, электрических машин, электромеханических комплексов, автоматизированного электропривода.
Соавтор около 300 научных трудов, в их числе 9 книг, одно учебное пособие, 88 изобретений.
Основатель нового научного направления, связанного с разработкой, созданием и внедрением электромашинновентильных комплексов, являющихся интеллектуальными системами, состоящими из электрических машин и управляемых преобразователей частоты.
Под его научным руководством выполнены фундаментальные исследования и на их основе впервые в мировой практике разработаны, созданы и внедрены электрические машины нового типа — асинхронизированные.
Осуществляет руководство Центром технологий развития энергообъединений (в составе ВНИИЭ), основными направлениями деятельности которого являются исследование, разработка и применение в конкретных проектах технологий совершенствования функционирования и развития энергообъединений, в том числе создания межгосударственных энергообъединений.
Председатель диссертационного Совета при ВНИИЭ по защите докторских и кандидатских диссертаций, председатель секции НТС РАО «ЕЭС России», член редколлегии журнала «Электричество».
Успешно представляет страну на международных конференциях, симпозиумах, совещаниях. Руководил международными проектами по программам ИНТАС и ТАСИС Европейского сообщества.
В 1995 г. у в соавторстве с П. А. Бутыриным и В. И. Радиным присуждена премия им П.Н. Яблочкова РАН за цикл работ «Теория, проектирование и моделирование управляемых машиновентильных систем».
Заслуженный деятель науки РФ (17.04.2006). Награждён орденом Трудового Красного Знамени.

## Сочинения
- Управляемые электрические генераторы при переменной частоте [Текст] / В.И. Радин, А.Е. Загорский, Ю.Г. Шакарян. - Москва : Энергия, 1978. - 150 с. : ил.; 21 см.
- Машины двойного питания [Текст] / Н.Н. Блоцкий, И.А. Лабунец, Ю.Г. Шакарян ; Науч. ред. д. т. н. Л.Г. Мамиконянц. - Москва : ВИНИТИ, 1979. - 123 с. : ил.; 22 см.
- Асинхронизированные синхронные машины / Ю. Г. Шакарян. - М. : Энергоатомиздат, 1984. - 193 с. : ил.; 20 см.
- Управляемая машина переменного тока [Текст] / М. М. Ботвинник, Ю. Г. Шакарян. - Москва : Наука, 1969. - 140 с. : черт.; 21 см.
- Управление переходными процессами в электрических машинах переменного тока / А. Е. Загорский, Ю. Г. Шакарян. - М. : Энергоатомиздат, 1986. - 176,[1] с. : ил.; 21 см.
- Электрические машины. Синхронные машины : [Учеб. пособие для вузов по спец. "Электромеханика"] / И. Л. Осин, Ю. Г. Шакарян; Под ред. И. П. Копылова. - М. : Высш. шк., 1990. - 303,[1] с. : ил.; 21 см.; ISBN 5-06-000737-5
- Ветроэнергетика России : Состояние и перспективы развития / А. Ф. Дьяков, Э. М. Перминов, Ю. Г. Шакарян. - М. : Изд-во МЭИ, 1996. - 218,[1] с. : ил., карта; 20 см.; ISBN 5-7046-0146-4
- Применение гибких (управляемых) систем электропередачи переменного тока в энергосистемах [Текст] / В. И. Кочкин, Ю. Г. Шакарян. - Москва : Торус пресс, 2011. - 311 с., [2] л. табл. : ил.; 21 см.; ISBN 978-5-94588-103-7
- Управление потоками электроэнергии и повышение эффективности электроэнергетических систем [Текст] : учебное пособие для студентов высших учебных заведений, обучающихся по направлениям подготовки "Электроэнергетика", "Электротехника, электромеханика и электротехнологии" / А. П. Бурман, Ю. К. Розанов, Ю. Г. Шакарян. - Москва : Изд. дом МЭИ, 2012. - 335 с. : ил.; 22 см.; ISBN 978-5-383-00738-9